# Sri-lankische Cricket-Nationalmannschaft gegen Pakistan in der Saison 2013/14
Die Spielserie der sri-lankischen Cricket-Nationalmannschaft gegen Pakistan in der Saison 2013/14 fand vom 11. Dezember 2013 bis zum 20. Januar 2014 in den Vereinigten Arabischen Emiraten statt. Die internationale Cricket-Tour war Teil der internationalen Cricket-Saison 2013/14 und umfasste drei Twenty20s, fünf ODIs und drei Test Matches. Pakistan gewann die ODI-Serie 3–2, während die Testserie und die Twenty20-Serie 1–1 ausgingen.

## Vorgeschichte
Die vorhergehenden Touren der beiden Mannschaften, 2011 als Heimtour in Pakistan in den Vereinigten Arabischen Emiraten und 2012 in Sri Lanka wurden jeweils von den Heimteams dominiert. Vor der Testserie wurde zwischen beiden Verbänden diskutiert einen Tag-Nacht Test auszutragen, was Sri Lanka jedoch ablehnte. Das 5. ODI und der 1. Test dienten als Testlauf für das Officiating Replay System, in dem ein Schiedsrichter bei TV-Entscheidungen direkt zugriff auf die Kameraregie hat. Jedoch war das System noch nicht dafür ausgelegt, dass dieser Schiedsrichter Entscheidungen traf. In der Twenty20-Serie trafen die beiden erstplatzierten der ICC Twenty20 Championship aufeinander, in der sich Sri Lanka auf Platz 1 behaupten konnte.

## Stadien
Die folgenden Stadien wurden für die Tour als Austragungsort vorgesehen und am 14. August 2013 bekanntgegeben.
| Stadion                             | Stadt     | Kapazität | Spiele                     |
| ----------------------------------- | --------- | --------- | -------------------------- |
| Sheikh Zayed Cricket Stadium        | Abu Dhabi | 20.000    | 1. Test; 1.–2. ODI         |
| Dubai International Cricket Stadium | Dubai     | 25.000    | 2. Test; 2. ODI; 1.–2. T20 |
| Sharjah Cricket Association Stadium | Sharjah   | 27.000    | 3. Test; 1. & 3. ODI       |

## Kaderlisten
Sri Lanka verkündete seine Limited-Over Kader am 25. November 2013 und seinen Test-Kader am 23. Dezember. Pakistan nominierte den Twenty20-Kader am 1. Dezember, den ODI-Kader am 12. Dezember, und den Test-Kader am 26. Dezember 2013.
| Test | Test | ODI | ODI | Twenty20 | Twenty20 |
| Pakistan | Sri Lanka | Pakistan | Sri Lanka | Pakistan | Sri Lanka |
| --- | --- | --- | --- | --- | --- |
| - Misbah-ul-Haq (K) - Abdur Rehman - Adnan Akmal (wk) - Ahmed Shehzad - Asad Shafiq - Azhar Ali - Junaid Khan - Khurram Manzoor - Mohammad Hafeez - Mohammad Talha - Rahat Ali - Saeed Ajmal - Shan Masood - Umar Gul - Younis Khan | - Angelo Mathews (K) - Dinesh Chandimal - Shaminda Eranga - Nuwan Pradeep - Vishwa Fernando - Rangana Herath - Mahela Jayawardene - Prasanna Jayawardene (wk) - Dimuth Karunaratne - Nuwan Kulasekara - Suranga Lakmal - Dilruwan Perera - Kumar Sangakkara (wk) - Sachithra Senanayake - Kaushal Silva - Lahiru Thirimanne | - Misbah-ul-Haq (K) - Abdur Rehman - Ahmed Shehzad - Anwar Ali - Asad Shafiq - Bilawal Bhatti - Haris Sohail - Junaid Khan - Mohammad Hafeez - Saeed Ajmal - Shahid Afridi - Sharjeel Khan - Sohaib Maqsood - Sohail Tanvir - Umar Akmal (wk) | - Angelo Mathews (K) - Dinesh Chandimal - Tillakaratne Dilshan - Rangana Herath - Dimuth Karunaratne - Nuwan Kulasekara - Suranga Lakmal - Lasith Malinga - Ajantha Mendis - Kusal Perera (wk) - Thisara Perera - Seekkuge Prasanna - Ashan Priyanjan - Kumar Sangakkara (wk) - Sachithra Senanayake - Lahiru Thirimanne - Kithuruwan Vithanage | - Mohammad Hafeez (K) - Ahmed Shehzad - Anwar Ali - Bilawal Bhatti - Haris Sohail - Junaid Khan - Saeed Ajmal - Shahid Afridi - Sharjeel Khan - Sohaib Maqsood - Sohail Tanvir - Umar Akmal (wk) - Umar Amin - Usman Shinwari - Zulfiqar Babar | - Dinesh Chandimal (K) - Tillakaratne Dilshan - Nuwan Kulasekara - Suranga Lakmal - Lasith Malinga - Angelo Mathews - Ajantha Mendis - Kusal Perera (wk) - Thisara Perera - Seekkuge Prasanna - Ramith Rambukwella - Kumar Sangakkara (wk) - Sachithra Senanayake - Lahiru Thirimanne - Kithuruwan Vithanage |

## Tour Matches

### Twenty20 gegen Afghanistan
| 8. Dezember Scorecard | Sharjah | Afghanistan 137-8 (20)         | – | Pakistan 138-4 (19.5) |
|                       |         | Pakistan gewinnt mit 6 Wickets |   |                       |

## Twenty20 Internationals

### Erstes Twenty20 in Dubai
| 11. Dezember Scorecard | Dubai | Sri Lanka 145-5 (20)           | – | Pakistan 146-7 (19.1) |
|                        |       | Pakistan gewinnt mit 3 Wickets |   |                       |

### Zweites Twenty20 in Dubai
| 13. Dezember Scorecard | Dubai | Sri Lanka 211-3 (20)          | – | Pakistan 187 (19.2) |
|                        |       | Sri Lanka gewinnt mit 24 Runs |   |                     |

## One-Day Internationals

### Erstes ODI in Sharjah
| 18. Dezember Scorecard | Sharjah | Pakistan 322-5 (50)          | – | Sri Lanka 311 (49.4) |
|                        |         | Pakistan gewinnt mit 11 Runs |   |                      |

### Zweites ODI in Dubai
| 20. Dezember Scorecard | Dubai | Pakistan 284-4 (50)             | – | Sri Lanka 287-8 (49.4) |
|                        |       | Sri Lanka gewinnt mit 2 Wickets |   |                        |

### Drittes ODI in Schardscha
| 22. Dezember Scorecard | Sharjah | Pakistan 326-5 (50)           | – | Sri Lanka 213 (44.4) |
|                        |         | Pakistan gewinnt mit 113 Runs |   |                      |

### Viertes ODI in Abu Dhabi
| 25. Dezember Scorecard | Abu Dhabi | Sri Lanka 225 (48.5)           | – | Pakistan 226-2 (41.1) |
|                        |           | Pakistan gewinnt mit 8 Wickets |   |                       |

### Fünftes ODI in Abu Dhabi
| 27. Dezember Scorecard | Abu Dhabi | Pakistan 232 (49.3)             | – | Sri Lanka 235-8 (49.4) |
|                        |           | Sri Lanka gewinnt mit 2 Wickets |   |                        |

## Tests

### Erster Test in Abu Dhabi
| 31. Dezember – 4. Januar Scorecard | Abu Dhabi | Sri Lanka 204 (65) & 480-5d (168.3) | – | Pakistan 383 (129.1) & 158-2 (52) |
|                                    |           | Remis                               |   |                                   |

### Zweiter Test in Dubai
| 8. – 12. Januar Scorecard | Dubai | Pakistan 165 (63.5) & 359 (137.3) | – | Sri Lanka 388 (134) & 137-1 (46.2) |
|                           |       | Sri Lanka gewinnt mit 9 Wickets   |   |                                    |

### Dritter Test in Schardscha
| 16. – 20. Januar Scorecard | Sharjah | Sri Lanka 428-9d (172) & 214 (101.4) | – | Pakistan 341 (109.1) & 302-5 (57.3) |
|                            |         | Pakistan gewinnt mit 5 Wickets       |   |                                     |

## Statistiken
Die folgenden Cricketstatistiken wurden bei dieser Tour erzielt.
| Tests           | Tests      | Tests   | Tests   | Tests   | Tests   | Tests   | Tests   | Tests   |
| Batting         | Batting    | Batting | Batting | Batting | Batting | Batting | Batting | Batting |
| Spieler         | Mannschaft | Spiele  | Innings | Runs    | Average | HS      | 100s    | 50s     |
| --------------- | ---------- | ------- | ------- | ------- | ------- | ------- | ------- | ------- |
| Angelo Mathews  | Sri Lanka  | 3       | 5       | 412     | 103,00  | 157*    | 1       | 2       |
| Misbah-ul-Haq   | Pakistan   | 3       | 5       | 364     | 91,00   | 135     | 1       | 3       |
| Kaushal Silva   | Sri Lanka  | 3       | 6       | 307     | 51,16   | 95      | 0       | 3       |
| Younis Khan     | Pakistan   | 3       | 6       | 285     | 57,00   | 136     | 1       | 1       |
| Ahmed Shehzad   | Pakistan   | 3       | 6       | 273     | 45,50   | 147     | 1       | 1       |
| Bowling         |            |         |         |         |         |         |         |         |
| Spieler         | Mannschaft | Spiele  | Overs   | Wickets | Average | BBI     | 5W      | 10W     |
| Junaid Khan     | Pakistan   | 3       | 154     | 14      | 28,71   | 5/58    | 1       | 0       |
| Rangana Herath  | Sri Lanka  | 3       | 172.1   | 14      | 36,64   | 5/125   | 1       | 0       |
| Shaminda Eranga | Sri Lanka  | 3       | 130.3   | 12      | 28,75   | 4/60    | 0       | 0       |
| Suranga Lakmal  | Sri Lanka  | 3       | 130.3   | 12      | 33,75   | 4/78    | 0       | 0       |
| Saeed Ajmal     | Pakistan   | 3       | 195     | 10      | 42,10   | 3/53    | 0       | 0       |

| ODIs                 | ODIs       | ODIs    | ODIs    | ODIs    | ODIs    | ODIs    | ODIs    | ODIs    |
| Batting              | Batting    | Batting | Batting | Batting | Batting | Batting | Batting | Batting |
| Spieler              | Mannschaft | Spiele  | Innings | Runs    | Average | HS      | 100s    | 50s     |
| -------------------- | ---------- | ------- | ------- | ------- | ------- | ------- | ------- | ------- |
| Mohammad Hafeez      | Pakistan   | 5       | 5       | 448     | 149,33  | 140*    | 3       | 0       |
| Ahmed Shehzad        | Pakistan   | 5       | 5       | 277     | 55,40   | 124     | 1       | 1       |
| Dinesh Chandimal     | Sri Lanka  | 5       | 5       | 195     | 48,75   | 64*     | 0       | 1       |
| Tillakaratne Dilshan | Sri Lanka  | 5       | 5       | 182     | 36,40   | 59      | 0       | 1       |
| Angelo Mathews       | Sri Lanka  | 5       | 5       | 168     | 33,60   | 47      | 0       | 0       |
| Kumar Sangakkara     | Sri Lanka  | 5       | 5       | 168     | 33,60   | 58      | 0       | 2       |
| Bowling              |            |         |         |         |         |         |         |         |
| Spieler              | Mannschaft | Spiele  | Overs   | Wickets | Average | BBI     | 5W      | 10W     |
| Junaid Khan          | Pakistan   | 5       | 40.5    | 13      | 16,07   | 3/31    | 0       | 0       |
| Saeed Ajmal          | Pakistan   | 5       | 49.5    | 9       | 23,44   | 4/39    | 0       | 0       |
| Umar Gul             | Pakistan   | 3       | 20.3    | 7       | 14,28   | 3/19    | 0       | 0       |
| Suranga Lakmal       | Sri Lanka  | 3       | 26.3    | 6       | 27,33   | 3/42    | 0       | 0       |
| Lasith Malinga       | Sri Lanka  | 5       | 47      | 6       | 48,66   | 4/57    | 0       | 0       |

| Twenty20s            | Twenty20s  | Twenty20s | Twenty20s | Twenty20s | Twenty20s | Twenty20s | Twenty20s | Twenty20s |
| Batting              | Batting    | Batting   | Batting   | Batting   | Batting   | Batting   | Batting   | Batting   |
| Spieler              | Mannschaft | Spiele    | Innings   | Runs      | Average   | HS        | 100s      | 50s       |
| -------------------- | ---------- | --------- | --------- | --------- | --------- | --------- | --------- | --------- |
| Kusal Perera         | Sri Lanka  | 2         | 2         | 99        | 49,50     | 84        | 0         | 1         |
| Sharjeel Khan        | Pakistan   | 2         | 2         | 84        | 42,00     | 50        | 0         | 1         |
| Shahid Afridi        | Pakistan   | 2         | 2         | 67        | 67,00     | 39*       | 0         | 0         |
| Kumar Sangakkara     | Sri Lanka  | 2         | 2         | 65        | 65,00     | 44*       | 0         | 0         |
| Tillakaratne Dilshan | Sri Lanka  | 2         | 2         | 55        | 27,50     | 48        | 0         | 0         |
| Bowling              |            |           |           |           |           |           |           |           |
| Spieler              | Mannschaft | Spiele    | Overs     | Wickets   | Average   | BBI       | 5W        | 10W       |
| Sachithra Senanayake | Sri Lanka  | 2         | 7         | 4         | 10,25     | 3/27      | 0         | 0         |
| Lasith Malinga       | Sri Lanka  | 2         | 8         | 4         | 14,00     | 3/26      | 0         | 0         |
| Saeed Ajmal          | Pakistan   | 2         | 8         | 4         | 15,00     | 2/25      | 0         | 0         |
| Thisara Perera       | Sri Lanka  | 2         | 6         | 3         | 21,00     | 2/36      | 0         | 0         |
| Seekkuge Prasanna    | Sri Lanka  | 1         | 3         | 2         | 22,50     | 2/45      | 0         | 0         |
| Nuwan Kulasekara     | Sri Lanka  | 2         | 6.3       | 2         | 26,50     | 2/23      | 0         | 0         |
| Sohail Tanvir        | Pakistan   | 2         | 8         | 2         | 32,50     | 2/34      | 0         | 0         |

## Player of the Series
Als Player of the Series wurden die folgenden Spieler ausgezeichnet.
| Serie | Player of the Series |
| ----- | -------------------- |
| Test  | Angelo Mathews       |
| ODI   | Mohammad Hafeez      |
| T20   | Shahid Afridi        |

### Player of the Match
Als Player of the Match wurden die folgenden Spieler ausgezeichnet.
| Spiel   | Player of the Match |
| ------- | ------------------- |
| 1. T20  | Shahid Afridi       |
| 2. T20  | Kusal Perera        |
| 1. ODI  | Mohammad Hafeez     |
| 2. ODI  | Angelo Mathews      |
| 3. ODI  | Mohammad Hafeez     |
| 4. ODI  | Mohammad Hafeez     |
| 5. ODI  | Dinesh Chandimal    |
| 1. Test | Angelo Mathews      |
| 2. Test | Mahela Jayawardene  |
| 3. Test | Azhar Ali           |